# كينسي سكوفيلد
كينسي سكوفيلد (بالإنجليزية: Kinsey Lea Schofield)‏ هي صحفية أمريكية، ولدت في 27 مارس 1985 في أوستن في الولايات المتحدة.

## وصلات خارجية
- كينسي سكوفيلد على موقع IMDb (الإنجليزية)